# میگل سگورا
میگل سگورا (اسپانیایی: Miguel Segura‎؛ زادهٔ ۲ سپتامبر ۱۹۶۳) بازیکن فوتبال اهل کاستاریکا بود.
از باشگاه‌هایی که در آن بازی کرده‌است می‌توان به باشگاه فوتبال دپورتیوو ساپریسا اشاره کرد.
وی همچنین در تیم ملی فوتبال کاستاریکا بازی کرده‌است.